# Children Shouldn't Play with Dead Things
Children Shouldn't Play with Dead Things ou Revenge of the Living Dead est un film américain de Bob Clark, sorti en 1973. L affiche du film est visible dans le film Incubus après la scène de meurtre dans le cinéma.

## Synopsis
Une troupe de théâtre dirigée par Alan, un maître de cérémonie aussi spécial que souriant dans ses réparties, se donnant un air supérieur du fait de sa place de metteur en scène, se rend sur une île déserte réputée pour son cimetière, afin d'y répéter une pièce et plus particulièrement une scène visant à la résurrection des morts, sans se douter que leurs incantations vont réellement fonctionner et réveiller les cadavres du cimetière. Alan compte bien répéter une scène importante de sa pièce impliquant la résurrection des morts. Ils vont ainsi passer par le cimetière avant d'aller s'installer dans la maison du gardien du cimetière, vide de tout habitant...

## Fiche technique
- Titre : Children Shouldn't Play with Dead Things ou Revenge of the Living Dead
- Réalisation : Bob Clark
- Scénario : Bob Clark et Alan Ormsby (en)
- Producteurs : Bob Clark, Gary Goch, Peter James et Ted V. Mikels
- Photographie : Jack McGowan
- Musique : Carl Zittrer
- Pays d'origine : États-Unis
- Format : Couleurs - Son mono
- Genre : Comédie horrifique, fantastique
- Durée : 87 minutes
- Dates de sortie : 1973
- Interdit aux moins de 16 ans

## Distribution
- Alan Ormsby (en) : Alan
- Valerie Mamches : Val
- Jeff Gillen : Jeff
- Anya Ormsby : Anya
- Paul Cronin : Paul
- Jane Daly : Terry
- Roy Engleman : Roy